# 데이브 민
데이브 민(영어: Dave Min)는 미국의 민주당 소속 정치인이다. 미국 로드 아일랜드 주 프로비던스에서 출생하였으며, 이후 캘리포니아 샌프란시스코에서 성장하였다. 펜실베이니아 대학교에서 학사를, 하버드 법학대학원에서 수학 이후 변호사 자격을 얻고 변호사로 활동하였다. 정치에 본격적으로 입문하기 전에는 캘리포니아 대학교 어바인 법학전문대학원에서 교수로 근무하고 있었다.2020년 캘리포니아 주상원의원에 당선되었으며, 2024년에는 캘리포니아 주 하원의원으로 당선되었다.

## 같이 보기
- 한국계 미국인 목록

## 역대 선거 결과
| 선거명      | 직책명                           | 대수  | 정당   | 득표율 | 득표수    | 결과 | 당락                       |
| ----------- | -------------------------------- | ----- | ------ | ------ | --------- | ---- | -------------------------- |
| 2020년 선거 | 상원의원 (캘리포니아 제37부)     | 94대  | 민주당 | 51.14% | 270,522표 | 1위  | 캘리포니아 주의원 당선     |
| 2024년 선거 | 하원의원 (캘리포니아 제47선거구) | 119대 | 민주당 | 51.44% | 181,721표 | 1위  | 캘리포니아주 하원의원 당선 |